# Luc Hoffmann
Hans Lukas „Luc“ Hoffmann (23. ledna 1923 Basilej – 21. července 2016 Arles) byl švýcarský ornitolog, ochránce přírody a filantrop, spoluzakladatel Světového fondu na ochranu přírody (WWF), podílel se na vzniku Ramsarské úmluvy o ochraně mokřadů a založil výzkumné centrum Tour du Valat v oblasti Camargue ve Francii. V roce 2012 založila nadace Luca Hoffmanna MAVA spolu s WWF International Institut Luca Hoffmanna, byl autorem více než 60 knih, převážně ornitologických.

## Život
Luc Hoffmann se narodil v Basileji jako druhý syn podnikatele a milovníka umění Emanuela Hoffmanna a sochařky Maji Hoffmann-Stehlin. Jeho otec zemřel při autonehodě, když mu bylo devět let, a následující rok zemřel na leukémii jeho starší bratr. Jeho matka se poté provdala za švýcarského skladatele Paula Sachera. Navzdory velkému bohatství rodiny byl Hoffmann vychováván skromně. Jeho nadšení pro přírodu se rozvinulo již v dětství a většinu volného času trávil pozorováním ptáků v okolí Basileje. Jeho první vědecký článek Der Durchzug der Strandvögel in der Umgebung Basels (Tah pobřežních ptáků v okolí Basileje) byl publikován v časopise Der Ornithologische Beobachter (Ornitologický pozorovatel) v roce 1941, když byl ještě školák.
V roce 1941 se zapsal na Basilejskou univerzitu, kde studoval botaniku a zoologii. V roce 1943 byl odveden do Švýcarské armády, kde dosáhl hodnosti poručíka. Po skončení druhé světové války se Hoffmann věnoval vědeckému výzkumu a získal doktorát (PhD.) za práci o rozdílném zbarvení mláďat rybáka obecného (Sterna hirundo) v Camargue na středomořském pobřeží Francie, jeho školitelem na Basilejské univerzitě byl Adolf Portmann.

### Ochranář
V roce 1947 Hoffmann koupil nemovitosti v Camargue a v roce 1954 na nich založil biologickou výzkumnou stanici Tour du Valat. Přetrvávající výskyt plameňáka růžového (Phoenicopterus roseus) ve Francii se připisuje ochranářským pracím prováděným v Tour du Valat. Hoffmann také podpořil chov koně Převalského (Equus ferus przewalskii) v okolí a jejich reintrodukci do rodného Mongolska v roce 2004. Na Tour du Valat se školily generace ekologů, včetně Johna Krebse. Za výzkumy prováděné v Tour du Valat bylo uděleno více než 60 doktorátů studentům zapsaným na univerzitách ve Francii, Německu, Švýcarsku, Itálii, Kanadě a Velké Británii. V letech 1953 až 1996 byl Hoffmann členem představenstva společnosti Hoffmann-La Roche.
Spolu s Peterem Scottem, Julianem Huxleym, Maxem Nicholsonem a dalšími se Hoffmann stal v roce 1961 zakládajícím členem Světového fondu na ochranu přírody (World Wildlife Fund). Na ustavující schůzi byl jmenován jeho viceprezidentem a tuto funkci vykonával až do roku 1988. V roce 1998 se stal emeritním viceprezidentem. Hoffmann se v roce 1963 podílel na založení národního parku Doñana v Andalusii, v roce 1963 pomáhal založit národní organizaci v Rakousku a v 80. letech 20. století působil jako prezident francouzské národní organizace.
Hoffmann byl jedním z duchovních otců Ramsarské úmluvy, jedné z prvních mezivládních smluv na ochranu životního prostředí. Cílem úmluvy je ochrana mokřadů: území, které je trvale nebo periodicky pokryto mělkou vodou a které obvykle hostí stěhovavé ptáky. Podle úmluvy, která byla vypracována v roce 1971 a vstoupila v platnost v roce 1975, se dosud zavázalo chránit své mokřady přibližně 160 zemí.
V roce 1994 Hoffmann založil nadaci MAVA, která rozděluje granty na ochranu přírody ve Středomoří, na západním pobřeží Afriky a v Alpách. Původní záměr Yolandy Clergue vytvořit Nadaci Van Gogha dostal nový impuls díky Lucu Hoffmannovi, který v roce 2008 založil stálý rámec s názvem Fondation Vincent van Gogh Arles pro aktivity určené k zachování památky Vincenta van Gogha v Arles a k podpoře současného umění. V roce 2012 založily Nadace MAVA a WWF International Institut Luca Hoffmanna, aby uctily odkaz Luca Hoffmanna v oblasti ochrany přírody. Institut se zaměřuje na katalyzování nových vědeckých myšlenek k řešení stále složitějších a propojenějších problémů ochrany přírody 21. století. Jeho syn André Hoffmann je členem poradní rady Institutu.
Hoffmann významně přispěl k ochraně přírody v těchto oblastech: Neziderské jezero v Rakousku, národní park Hortobágy v Maďarsku, prespanský region na pomezí Řecka, Albánie a Makedonie a národní park Banc d'Arguin v Mauritánii.
V roce 2003 byla na počest Hoffmannových osmdesátých narozenin významným nadačním příspěvkem zřízena pozice „Luc Hoffmann Chair in Field Ornithology“ na Institutu terénní ornitologie Edwarda Greye při Oxfordské univerzitě.

## Ocenění
- Čestný doktorát Basilejské univerzity (2001)
- EuroNatur-Preis (2007)
- Člen Americké asociace pro rozvoj vědy (Fellow of the American Association for the Advancement of Science, 1973)[23]
- Rytíř Řádu čestné legie (1989)[24]
- Medaile vévody z Edinburghu za ochranu přírody, kterou uděluje Světový fond na ochranu přírody (1998)[25]
- Medaile Johna C Phillipse udělená Mezinárodním svazem ochrany přírody (2004).[26]
- Čestný doktorát Business School Lausanne (2013)

Zahrada Flanders-Tanger-Morocco v 19. pařížském obvodu byla v roce 2017 přejmenována na zahradu Luca Hoffmanna.

## Rodina
Hoffmannův dědeček Fritz Hoffmann-La Roche založil v roce 1896 společnost Hoffmann-La Roche. Byl synem průmyslníka Emanuela „Manno“ Hoffmanna (1896–1932) a sochařky Maji rozené Stehlin (1896–1989) a bratrem Very Oeri-Hoffmann. Jeho rodina je většinovým akcionářem farmaceutické společnosti Hoffmann-La Roche. Své jmění použil k založení nadace MAVA, která financuje projekty na ochranu přírody po celém světě. Byl rytířem Řádu čestné legie a členem Americké asociace pro rozvoj vědy.
V roce 1953 se Hoffmann ve Vídni oženil s Dariou Razumovskou (1925–2002), druhým dítětem hraběte Andrease Razumovského a kněžny Kateřiny Nikolajevny Sajn-Wittgenstein, která v roce 1918 po Říjnové revoluci uprchla z Ruska. Společně měli čtyři děti: Veru, Maju, Andrého a Daschenku.